# Yohoia
Yohoia är en djurgrupp som levde under kambrium. Yohoia påminner om en blandning av en räka och hummer till utseendet. Det finns en liknande livsform med namnet Parapeytoia som har en bredare kropp och utskjutande delar längs med kroppens yttre sidor.